# العلاقات السويدية الهايتية
العلاقات السويدية الهايتية هي العلاقات الثنائية التي تجمع بين السويد وهايتي.

## مقارنة بين البلدين
هذه مقارنة عامة ومرجعية للدولتين:
| وجه المقارنة                                              | السويد                                                                               | هايتي                                |
| --------------------------------------------------------- | ------------------------------------------------------------------------------------ | ------------------------------------ |
| المساحة (كم2)                                             | 450.30 ألف                                                                           | 27.75 ألف                            |
| عدد السكان (نسمة)                                         | 10.16 مليون                                                                          | 10.98 مليون                          |
| الكثافة السكانية (ن./كم²)                                 | 22.56                                                                                | 395.68                               |
| العاصمة                                                   | ستوكهولم                                                                             | بورت أو برانس                        |
| اللغة الرسمية                                             | اللغة السويدية، لغات السامي، اللغة الفنلندية، منكيلي، اللغة الرومنية، اللغة اليديشية | لغة فرنسية، اللغة الكريولية الهايتية |
| العملة                                                    | كرونة سويدية                                                                         | جوردة هايتية                         |
| الناتج المحلي الإجمالي (بليون دولار)                      | 538.04 مليار                                                                         | 8.41 مليار                           |
| الناتج المحلي الإجمالي (تعادل القوة الشرائية) بليون دولار | 469.01 مليار                                                                         | 18.82 مليار                          |
| الناتج المحلي الإجمالي الاسمي للفرد دولار أمريكي          | 50.58 ألف                                                                            | 818                                  |
| الناتج المحلي الإجمالي للفرد دولار أمريكي                 | 45.30 ألف                                                                            | 1.73 ألف                             |
| مؤشر التنمية البشرية                                      | 0.907                                                                                | 0.483                                |
| رمز المكالمات الدولي                                      | +46                                                                                  | +509                                 |
| رمز الإنترنت                                              | .se                                                                                  | .ht                                  |
| المنطقة الزمنية                                           | توقيت وسط أوروبا، ت ع م+01:00، ت ع م+02:00، أوروبا/ستوكهولم ‏                         | 00                                   |

## منظمات دولية مشتركة
يشترك البلدان في عضوية مجموعة من المنظمات الدولية، منها:
| علم المنظمة | اسم المنظمة                               | تاريخ انضمام السويد | تاريخ انضمام هايتي |
| ----------- | ----------------------------------------- | ------------------- | ------------------ |
|             | منظمة الشرطة الجنائية الدولية             | ?                   | ?                  |
|             | منظمة التجارة العالمية                    | 1995                | ?                  |
|             | البنك الدولي للإنشاء والتعمير             | 31 أغسطس 1951       | 8 سبتمبر 1953      |
|             | منظمة حظر الأسلحة الكيميائية              | ?                   | ?                  |
|             | مؤسسة التنمية الدولية                     | 24 سبتمبر 1960      | 13 يونيو 1961      |
|             | الأمم المتحدة                             | 19 نوفمبر 1946      | 24 أكتوبر 1945     |
|             | يونسكو                                    | 23 يناير 1950       | 18 نوفمبر 1946     |
|             | الاتحاد البريدي العالمي                   | ?                   | ?                  |
|             | المركز الدولي لتسوية المنازعات الاستشارية | 28 يناير 1967       | 26 نوفمبر 2009     |
|             | مؤسسة التمويل الدولية                     | 20 يوليو 1956       | 20 يوليو 1956      |
|             | الاتحاد الدولي للاتصالات                  | 1866                | 10 أكتوبر 1927     |
|             | وكالة ضمان الاستثمار متعدد الأطراف        | 12 أبريل 1988       | 11 ديسمبر 1996     |

## وصلات خارجية
- موقع وزارة الخارجية السويدية
- موقع وزارة الخارجية الهايتية